# Mario Kart Live: Home Circuit
Mario Kart Live: Home Circuit es un videojuego de carreras de realidad aumentada desarrollado por Velan Studios y distribuido por Nintendo. Home Circuit utiliza juguetes de la vida real, con autos controlados a control remoto que responden a cómo juega el jugador en el juego. Fue lanzado en todo el mundo el 16 de octubre de 2020 para la videoconsola Nintendo Switch.

## Jugabilidad
Home Circuit utiliza juguetes de la vida real para construir escenarios, donde el jugador competirá con sus oponentes. Los juguetes de los personajes, están equipados con un motor y una cámara, y se mueven de acuerdo a lo que haga el jugador en el Nintendo Switch.
El juego admite hasta 4 jugadores, además de carreras contra la inteligencia artificial del juego.  El juego también está configurado para presentar un modo Grand Prix, donde el jugador competirá contra Bowser Jr. y los Koopalings, donde se pueden desbloquear nuevas opciones de personalización y disfraces para los personajes jugables.
La creación de niveles en Home Circuit se realiza colocando 4 arcos, que sirven como puntos de control, que cuando se pasan, hacen avanzar al jugador a la siguiente vuelta, con cada carrera de 4 vueltas. El juego también viene con flechas, que se pueden usar para dirigir al jugador hacia donde necesita conducir.

## Desarrollo
Después de inventar el hardware y el prototipo de realidad aumentada para Home Circuit, Velan Studios mostró el juego a Nintendo, donde dijeron que «estaban emocionados y que veían potencial». Si bien el juego fue desarrollado principalmente por Velan Studios, Nintendo colaboró en el hardware y el software.
Home Circuit se reveló por primera vez en el Nintendo Direct del 3 de septiembre de 2020, con el motivo de celebrar el 35° aniversario de la franquicia de Super Mario. A diferencia de otros videojuegos de Nintendo Switch, Home Circuit no incluye cartucho, ya que la descarga del juego es digital y gratuita, siendo necesario para jugar tener el juguete.
La desarrolladora, Velan Studios, declaró que los controles del juego fueron diseñados para ser fáciles de entender, sin dejar de ser fieles a la serie Mario Kart.  Velan Studios también comentó que a pesar del concepto anormal del videojuego, fue desarrollado para tener el mismo tipo de jugabilidad que los juegos anteriores de la saga Mario Kart.

## Características técnicas
El coche por control remoto que funciona con el juego tiene incorporada una cámara que transmite en tiempo real la imagen a Nintendo Switch. Se conecta a la consola a través de la red Wi-Fi, lo que permite tanto controlar el kart como recibir la transmisión de vídeo. La resolución del vídeo es de 720p y 30 frames por segundo. Sin embargo, la calidad depende de la estabilidad de la conexión Wi-Fi. El dispositivo cuenta con una batería recargable a través de un puerto USB-C. La batería depende del uso, pero cuenta con una duración aproximada de 90 minutos de juego continuo. 
Existen dos karts diferentes: uno de Mario y otro de Luigi. Aunque a partir de la actualización 2.0.0 es posible jugar con Toad, Peach y Yoshi dentro del modo multijugador y teniendo más de un kart físico. 

## Recepción

### Prelanzamiento
Durante la revelación del juego, uno de los editores de Forbes, Ollie Barder, elogió el concepto del videojuego y señaló que la «genialidad del sistema de juego combinado con Mario Kart es perfecta». Nintendo Life la calificó como «una experiencia fresca y divertida», mientras que TechCrunch dijo que «el videojuego se ve fantástico y la ejecución es genial». Las reservas del videojuego se agotaron el mismo día de la preventa en Walmart y Amazon.

### Post-lanzamiento
La jugabilidad e idea del juego fueron elegiados por ser originales y atractivas. Hobby Consolas lo califico como «un híbrido perfecto entre juguete y videojuego». IGN destacó el sistema del juego, pues según ellos «es fácil olvidar que [el videojuego] es un kart real». Nintendo Life elogió que el juego diera a los jugadores la oportunidad de crear sus propias pistas.
A pesar de haber sido elogiado por su originalidad y jugabilidad atractiva, el videojuego fue criticado por tener limitaciones y/o errores al momento del trazado de la pista de carrera. Vandal lo calificó como «una idea fantástica, muy atractiva y original como pocas, pero que, por desgracia acaban derrapando en su ejecución y nos dejan un sabor de boca muy agridulce». MeriStation criticó las limitaciones del videojuego, por la poca cobertura del control y los errores en los trazados de los circuitos. Screen Rant opinó sobre la sensación del juego calificándola de «repetitiva por su dependencia de la configuración doméstica».